# Орлово (област Сливен)
 За другото българско село вижте Орлово (Област Хасково).  
Орлòво е село в Югоизточна България, община Котел, област Сливен.

## География
Село Орлово се намира на около 37 km север-североизточно от областния център град Сливен, около 11 km северно от общинския център град Котел и около 14 km юг-югоизточно от град Омуртаг. Разположено е в западната част на историко-географската област Герлово, в южните разклонения на Лиса планина, по левия долинен склон на река Голяма Камчия, която тече на около километър от селото и около 100 – 120 m по-ниско от него. Надморската височина намалява от около 450 m в северния край на селото до около 390 m в южния му край, а в центъра при джамията е около 425 m.
Общински път от Орлово на юг води до връзка с третокласния републикански път III-706, който води на запад към връзка с второкласния републикански път II-48, а на изток – през селата Филаретово, Малко село, Ябланово, Звездица и Величка към връзка с първокласния републикански път I-7.
Землището на село Орлово граничи със землищата на: село Пъдарино на север; село Топузево на североизток и изток; село Филаретово на изток; село Тича на юг и запад.
Населението на село Орлово, наброявало 246 души при преброяването към 1934 г., нараства до 361 към 1965 г. и намалява до 154 (по служебен документ на НСИ от 2021.12.31) към 2021 г.
При преброяването на населението към 1 февруари 2011 г., от обща численост 173 лица, за 167 лица е посочена принадлежност към „турска“ етническа група и за 2 – „не отговорили“, а за принадлежност към „българска“ етническа група, „други“ и „не се самоопределят“ не са посочени данни.

## История
До 1934 г. селото се нарича Вайслàр.

## Обществени институции
Село Орлово към 2023 г. е център на кметство Орлово.
В село Орлово към 2023 г. има:
- действащо читалище „Васил Левски – 2003“;[9][10]
- джамия.[11]